# Byzhradec
Byzhradec (en allemand : Bishradetz) est une commune du district de Rychnov nad Kněžnou, dans la région de Hradec Králové, en République tchèque. Sa population s'élevait à 219 habitants en 2022.

## Géographie
Byzhradec se trouve à 9 km au nord-ouest de Rychnov nad Kněžnou, à 27 km à l'est de Hradec Králové et à 126 km à l'est-nord-est de Prague.

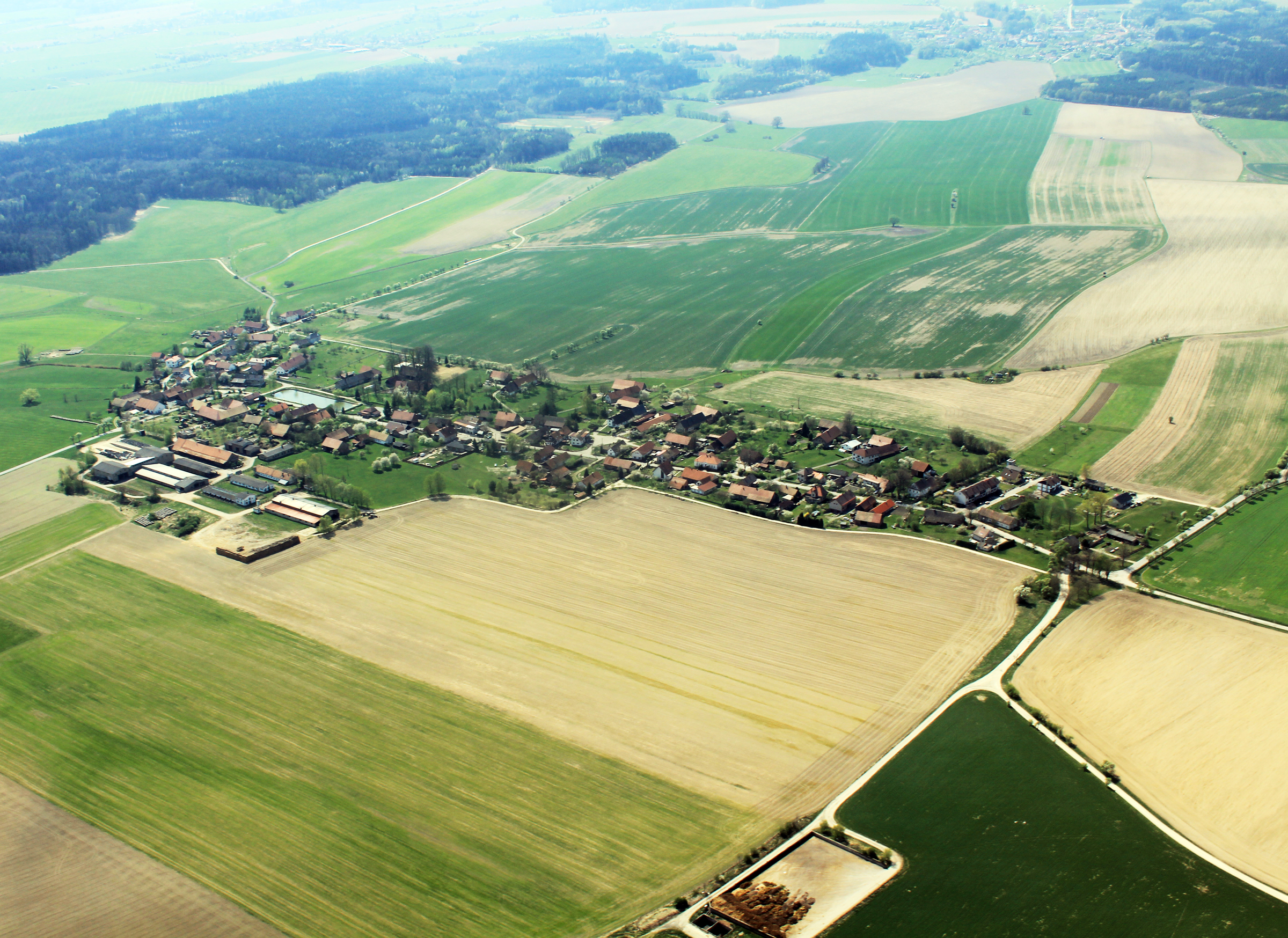
Byzhradec : vue aérienne.

La commune est limitée par Trnov et Bílý Újezd au nord, par Solnice à l'est, par Černíkovice au sud, et par Voděrady à l'ouest.

## Histoire
La première mention écrite de la localité date de 1544.

## Galerie

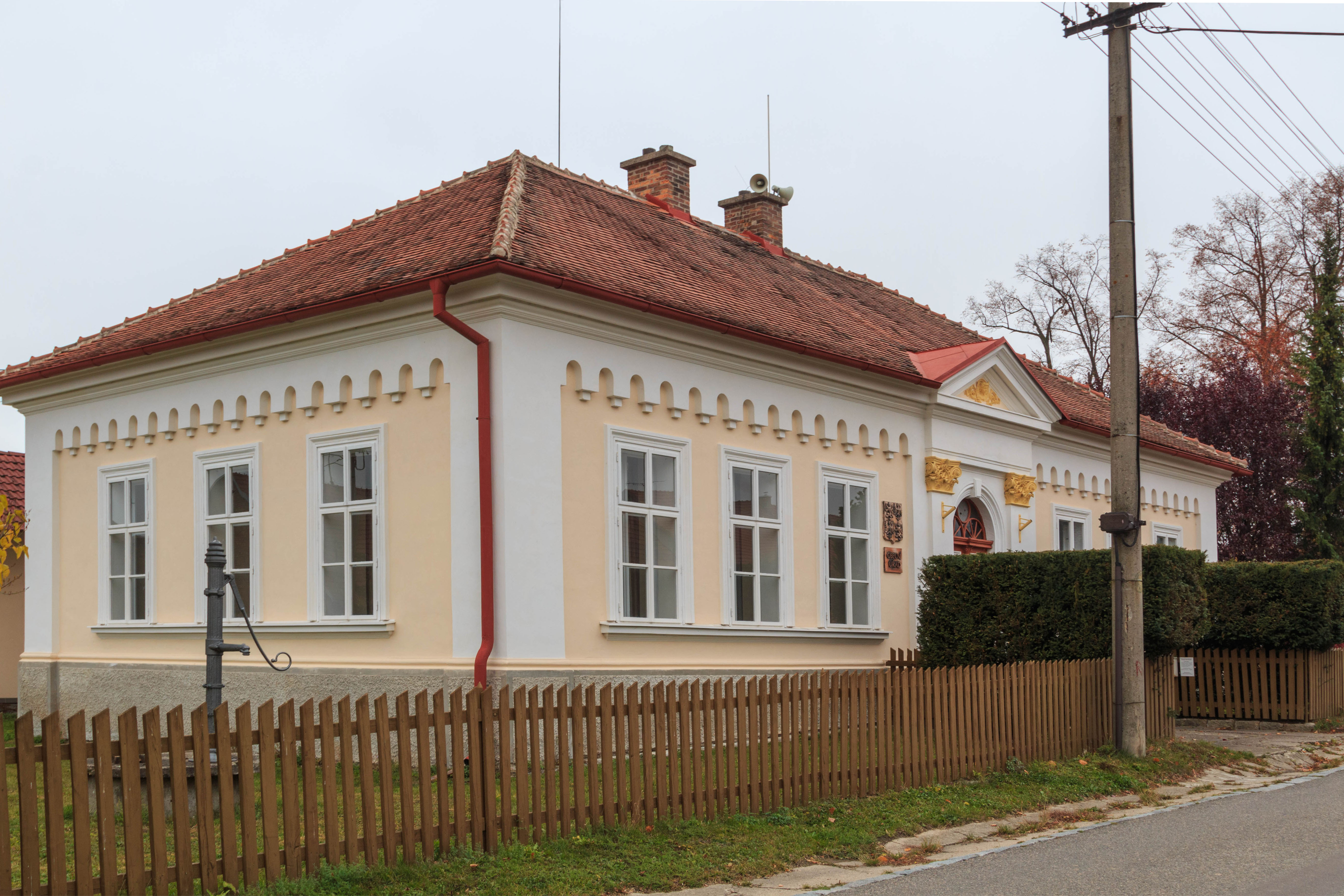
Byzhradec : la mairie.
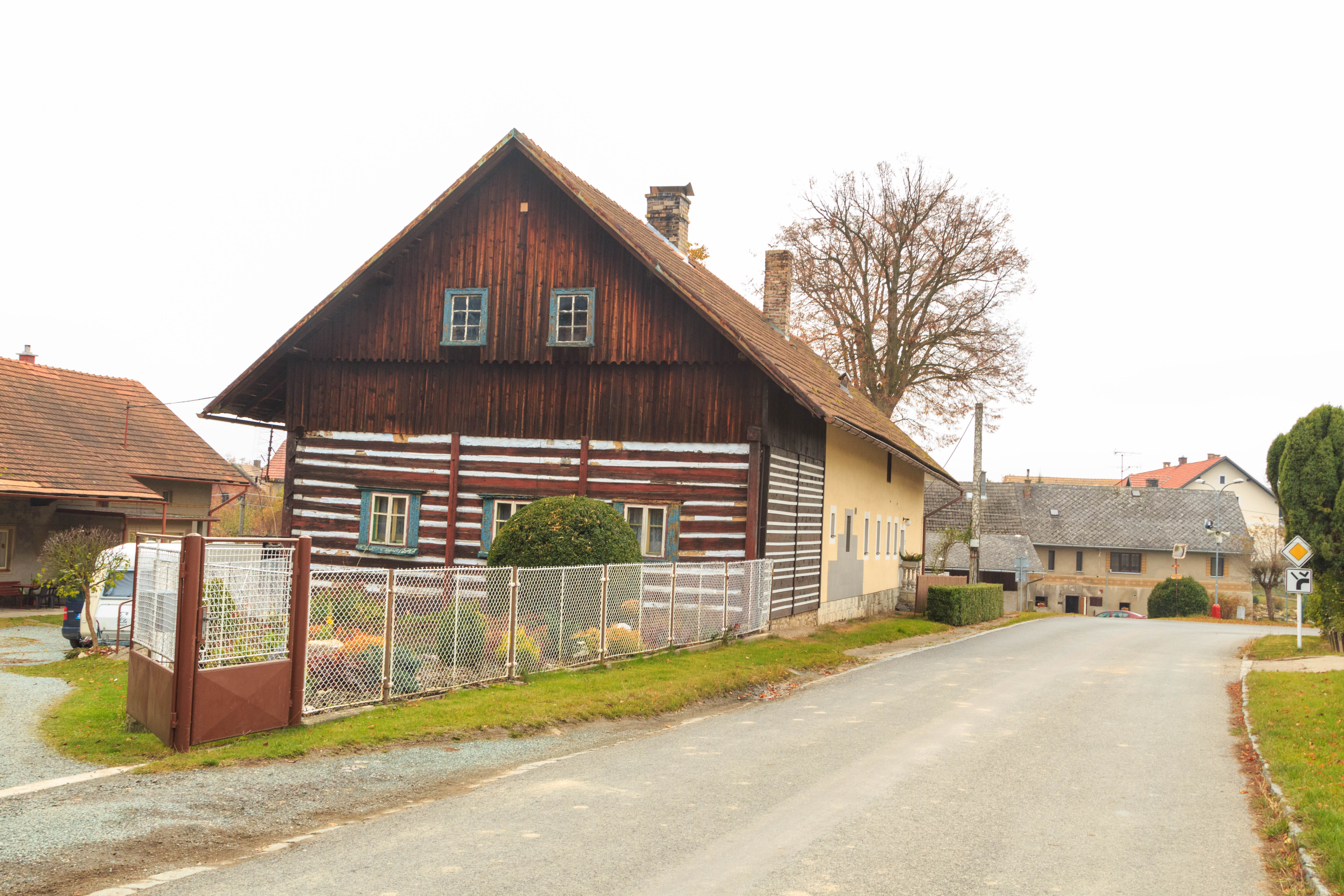
Maison à Byzhradec.

## Transports
Par la route, Byzhradec se trouve à 9 km de Rychnov nad Kněžnou, à 39 km de Hradec Králové et à 159 km de Prague. 